# 티키오돈
티키오돈(Tikiodon)은 트라이아스기 후기 지금의 인도에 살았던 키노돈트이다. 티키오돈속의 모식종은 마디아프라데시주의 티키 층(Tiki Formation)에서 발견된 하나의 아래쪽 어금니에서 알려진 티키오돈 크롬프토니이다.

## 어원
티키오돈(Tikiodon)이라는 속명은 티키층(Tiki Formation) 인근 마을 티키(Tiki)와 이빨을 뜻하는 그리스어 돈(don)에서 유래되었다. 종명은 크롬프토니(Cromptoni)는 남아공의 고생물학자 알프레드 크롬프톤의 이름을 따서 지어졌다.